# Кудря Федір Євдокимович
Федір Євдокимович (Євменович) Кудря (нар. 16 лютого 1894 — пом.1920) — сотник Армії УНР, льотчик-дозорець.

## Біографія
Народився 16 лютого 1894 у с. Скопці Переяславського повіту Полтавської губернії. Навчався на механічному факультеті Київського політехнічного інституту.

### Служба в Російській армії
Під час Першої світової війни мобілізований до російської армії, закінчив артилерійське училище, служив у 33-й гарматній бригаді. Згодом навчався в Київській школі льотчиків-дозорців і за цим фахом у складі 33-го корпусного авіаційного загону брав участь у бойових діях; останнє звання у російській армії — штабс-капітан. У 1917 р. був активним членом Української партії соціалістів-революціонерів. Восени 1917 р. — комісар Центральної Ради на Південно-Західному фронті.

### Служба в Армії УНР
З 16 грудня 1917 — льотчик-дозорець 1-го Українського авіаційного загону військ Центральної Ради, з 16 січня 1918 — «революційний головнокомандувач Південно-Західного фронту», призначений на цю посаду Центральною Радою. Від початку лютого 1918 р. — голова демобілізаційної комісії фронту. Навесні 1918 р. призначений командиром 3-го авіаційного парку в Києві, але 15 червня 1918 звільнений зі служби та взагалі з Армії Української Держави. У листопаді-грудні 1918 р. був активним діячем повстання проти П. П. Скоропадського, наприкінці грудня 1918 р. — у січні 1919 р. виконував обов'язки командувача авіацією військ Директорії, згодом став командиром Київського авіаційного парку.
На початку грудня 1919 р. долучився до отамана О. Волоха, який із кількома частинами Армії УНР перейшов на бік червоних, і був призначений командиром сотні. Того ж місяця захворів на тиф. По одужанні повернувся в рідне село. У квітні 1920 р. приїхав до Києва, де дочекався приходу польських та українських військ. Вступив до АУНР і був зарахований до резерву управління Повітряного флоту. Виїхав у розпорядження управління до Кам'янця-Подільського, та, крім цього, вступив тут до університету.
У липні 1920 р., по відході українських військ із Камянця-Подільського, залишився у місті й вирішив повернутися на батьківщину, однак дорогою — до м. Калинівка Вінницького повіту, був схоплений місцевими органами ЧК. Потому відправлений до Сквирської в'язниці, де підмовляв ув'язнених здійснити колективну втечу. 18 серпня 1920 був переведений до Києва, а 27 вересня 1920 колегією Київської губернської ЧК засуджений до страти.
У Повітряному флоті УНР також служив урядовцем рідний брат Федора Данило Євменович Кудря, який залишився у Радянській Україні та в 1920-ті роки був членом правління «Українбанку» в Харкові.